# Dymasius mandibularis
Dymasius mandibularis es una especie de escarabajo del género Dymasius, familia Cerambycidae. Fue descrita científicamente por Gahan en 1891.
Habita en Malasia (isla de Borneo). Los machos y las hembras miden aproximadamente 15,8-27 mm. El período de vuelo de esta especie ocurre en los meses de febrero, abril, mayo y junio.